# Algenblüte in Südaustralien 2025
In Südaustralien kam es ab März 2025 zu einer Algenblüte, mit einer massenhaften Ausbreitung der Mikroalge Karenia mikimotoi entlang der südaustralischen Küste. Die Blüte verursachte ein großflächiges Fischsterben und gilt als eine der schwersten ökologischen Katastrophen der Region in den letzten Jahrzehnten.

## Ausmaß und Verlauf

Fleurieu-Halbinsel

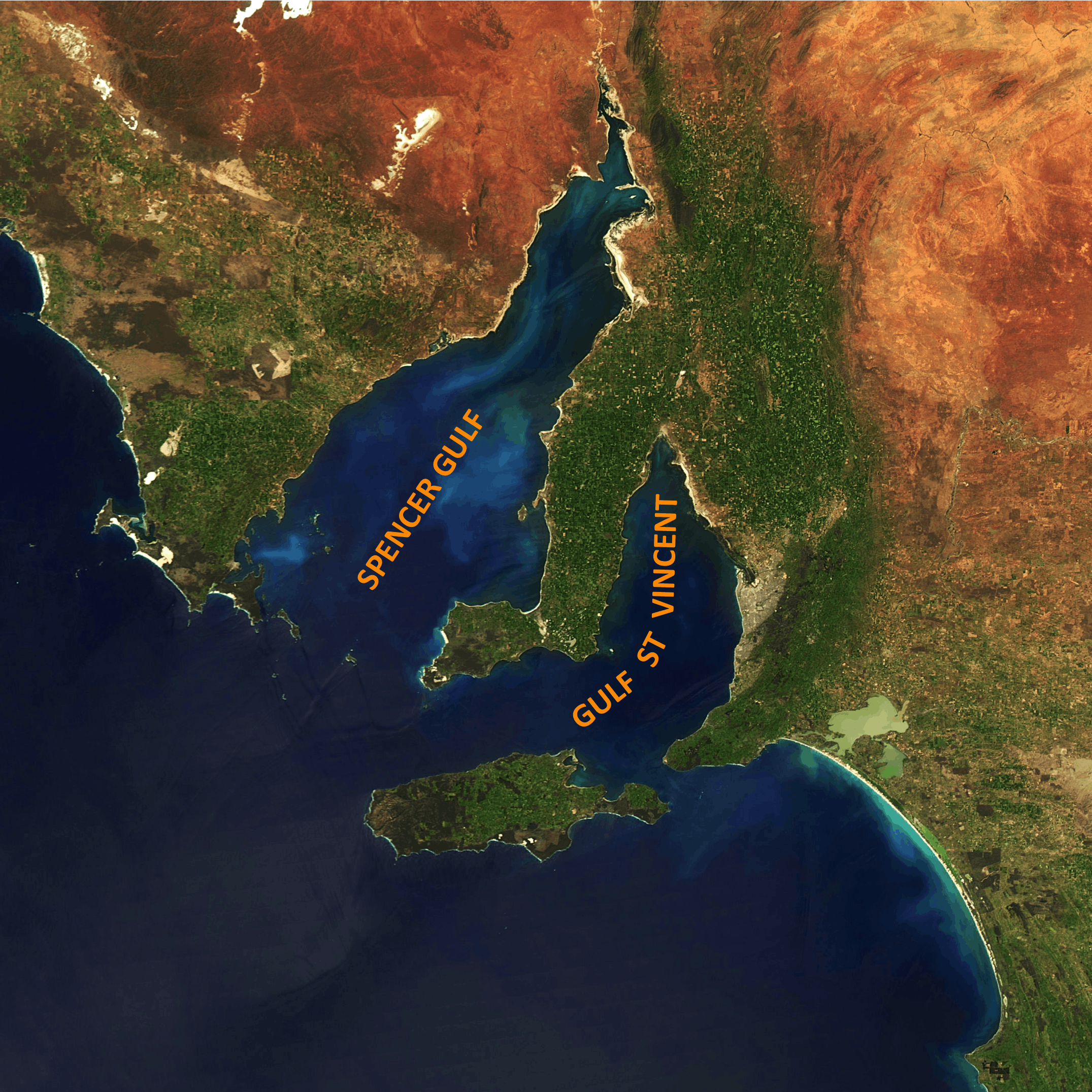
Spencer-Gulf und Gulf Saint Vincent

Die Algenblüte wurde erstmals im März 2025 vor der Fleurieu-Halbinsel, südlich von Adelaide im Bundesstaat South Australia, dokumentiert. In der Folge dehnte sich die betroffene Fläche auf etwa 4400 Quadratkilometer aus – etwa doppelt so viel wie die Fläche des Saarlandes. Die Ausbreitung erfolgte sowohl nach Norden in den Spencer-Golf als auch nach Süden bis zu den Gewässern der Coorong-Feuchtgebiete. Darüber hinaus wurde die Algenblüte auch an den Stränden von Adelaide im Golf von Saint Vincent nachgewiesen.

## Ursachen
Eine Mikroalgenblüte bezeichnet die plötzliche und massenhafte Vermehrung mikroskopisch kleiner Algen in einem Gewässer, häufig sichtbar durch eine auffällige Verfärbung des Wassers. Solche Ereignisse entstehen typischerweise durch eine Kombination aus hohen Temperaturen, Lichtverfügbarkeit und Nährstoffanreicherung. Sie können das ökologische Gleichgewicht erheblich stören und insbesondere Organismen mit Kiemenfunktion gefährden. Die massenhafte Vermehrung von Karenia mikimotoi wird vor allem durch hohe Wassertemperaturen und ein Überangebot an Nährstoffen begünstigt. Als zentrale Auslöser gelten eine marine Hitzewelle, die im September 2024 einsetzte, sowie ein ausgeprägtes Hochwasserereignis, das große Mengen an Nährstoffen aus dem Landesinneren in die Küstengewässer eintrug.
Während des besonders heißen und windarmen Sommers 2024/25 sowie des darauffolgenden Herbstes herrschten vor der Südküste Australiens außergewöhnlich stabile Wetterbedingungen. Diese förderten die Entstehung und Ausbreitung großflächiger Algenblüten im Meer. Gleichzeitig kam es in weiten Küstenbereichen zu einem großflächigen Abbau von Seegras und Meeresalgen. Die dabei freigesetzten gelösten organischen Stoffe trugen erheblich zur Nährstoffanreicherung des Wassers bei und begünstigten dadurch das Wachstum schädlicher Algen wie Karenia mikimotoi. Ist eine solche Blüte einmal etabliert, kann sie sich aus eigener Dynamik weiterentwickeln – sie nutzt vorhandene Nährstoffe effizient, durchdringt verschiedene Wasserschichten und kann sich über große Distanzen ausbreiten.
Nach dem Stand der Forschungen besteht kein belegter Zusammenhang zwischen einem erhöhten Salzgehalt und dem Auftreten von Karenia mikimotoi. Vielmehr zeigen Studien, dass diese Algenart sowohl bei niedrigen als auch bei ozeanischen Salzkonzentrationen gedeihen kann. Teilweise wird sogar ein negativer Einfluss höherer Salzwerte auf das Blütenwachstum vermutet. Die Alge gehört zur Gruppe der Dinoflagellaten und ist in der Lage, giftige Substanzen freizusetzen.

## Auswirkungen
Die toxische Algenblüte führte zum massenhaften Verenden tausender Fische sowie weiterer Meerestiere; nahezu 400 Arten waren betroffen, darunter auch verschiedene Haie und Rochen. Die von Karenia mikimotoi freigesetzten Toxine wirken insbesondere auf Kiemenorganismen schädigend: Sie können zu Atemnot führen, die Durchlässigkeit der Zellmembranen erhöhen und dadurch innere Blutungen auslösen. Zudem wurden neurotoxische Effekte beobachtet, die das zentrale Nervensystem mariner Tiere beeinträchtigen und auffällige Verhaltensänderungen hervorrufen. Mehrfach wurde untypisches Schwimmverhalten bei Fischen und Haien dokumentiert – ein Indiz für eine systemische Wirkung der Alge auf Gehirn und Nerven. Fachleute beschreiben das Phänomen als eine Art „toxische Decke“, welche das Leben im Meer durch komplexe physiologische Angriffe gewissermaßen erstickt.

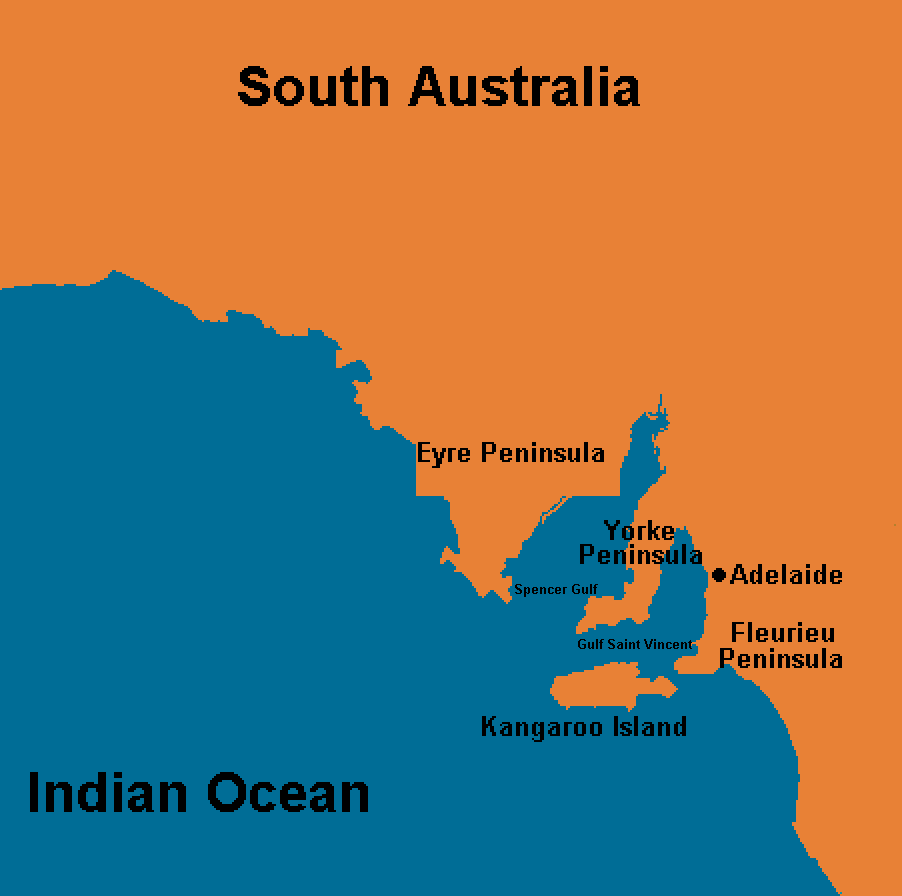
Überblick über betroffene Küstenregionen in Südaustralien – inklusive Eyre-, Yorke- und Fleurieu-Halbinsel sowie angrenzender Buchten.

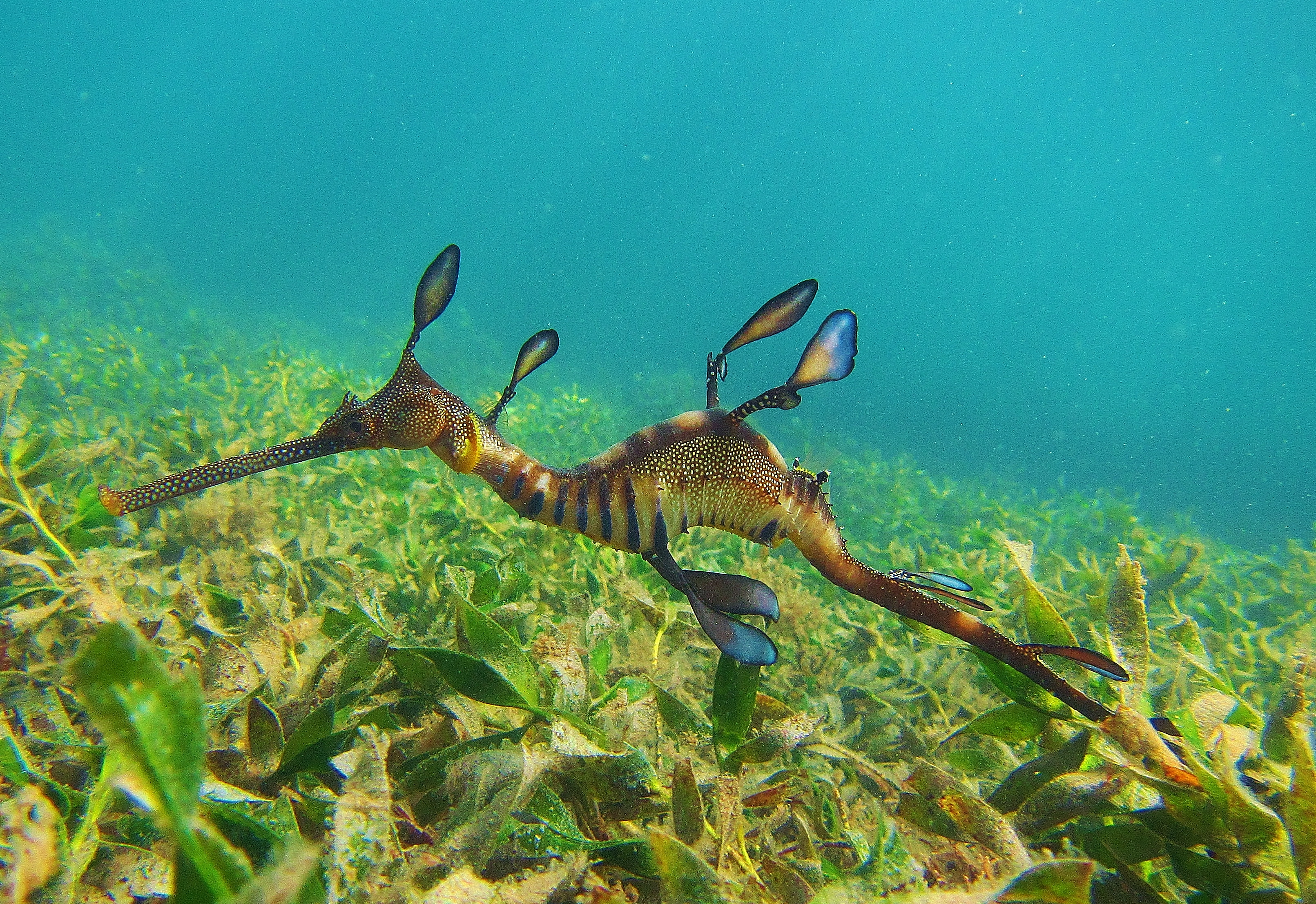
Seedrache (Phyllopteryx taeniolatus) in seinem natürlichen Lebensraum. Im Zuge der Algenblüte wurden Exemplare dieser Art an den Küsten Südaustraliens angespült.

Zu den ersten von der giftigen Alge betroffenen Tieren zählten Oktopusse und Sepien. Bereits im März kam es an der Surfküste von Encounter Bay und der Südküste der Yorke Peninsula zu Massenstrandungen von Oktopussen, teils ohne Bildbelege. Anfang April beobachteten Taucher in Edithburgh tote Oktopusse, noch bevor das Gebiet zum „Toten Bereich“ wurde. In den Wochen danach wurden von der southern Eyre Peninsula bis zum oberen Südosten tausende tote Sepien und Schalen angespült – später auch an Stadtstränden. Wasserproben aus dem nördlichen Coorong-Nationalpark ergaben ein massives Tiersterben – darunter Brackwasserfische, Krabben und tausende Würmer. Der Verlauf der Strandfunde zeigte eine zeitliche Verschiebung in der Artenzusammensetzung: Zunächst dominierten bodenbewohnende Haie, Rochen, Seedrachen und Kopffüßer; ab Ende Mai und im Juni wurden hingegen vermehrt Rifffische, Muscheln und Hummer aus Seegraslebensräumen dokumentiert. Der Meeresbiologe Mike Bossley berichtete von ungewöhnlichen Artenfunden an den Küsten. Dazu zählen verschiedene Rochen- und Haiarten sowie zahlreiche Seenadeln und Ling-Arten. Zudem wurden zahlreiche Fischarten beobachtet, deren taxonomische Einordnung noch nicht vollständig geklärt ist. Die Behörden äußerten die Befürchtung, dass bestimmte Arten in der betroffenen Region möglicherweise aussterben könnten.
Dominic McAfee, Future Making Fellow am Environment Institute, beschrieb die Situation als einen „Unterwasser-Buschbrand“.
Mit Stand Juli 2025 dokumentierte das „SA Marine Mortalities Project“ rund 9.000 tote Meerestiere. Besonders stark betroffen sind bodenlebende Organismen wie Krabben, Muscheln, Tintenfische und Langusten.
Die Algenblüte betrifft insbesondere benthische und riffassoziierte Arten aus unterschiedlichen Lebensräumen, die aufgrund eingeschränkter Beweglichkeit nicht in der Lage sind, der Belastung auszuweichen, erläuterte Brad Martin, Meeresforscher an der Flinders University. Auch sogenannte Tierwälder wie Muschelriffe und Schwammgärten sind stark betroffen. Viele dieser Habitate gelten inzwischen als „Todeszonen“. Nach Angaben der Meeresbiologin Chloe Roberts von der Flinders University sind insbesondere Haie und Rochen in erheblichem Maß betroffen.
Effektive Methoden zur Kontrolle der ausgedehnten Algenblüte wurden als praktisch nicht realisierbar eingeschätzt. Brad Martin von der Flinders University betonte, dass gegen solche massiven marinen Algenansammlungen bislang keine effizienten Gegenstrategien existieren. Meeresbiologin Chloe Roberts stellte heraus, dass einzig meteorologische Veränderungen Aussicht auf eine Verringerung der Algendichte bieten. Starke Winde und Wellengang können das Wasser aufwühlen, wodurch die Algenkolonien zerfallen, entweder ins offene Meer verdrängt oder zum Meeresgrund transportiert werden. Dort sterben die Algen aufgrund mangelnder Lichtzufuhr ab.

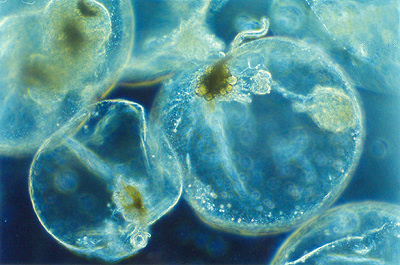
Mikroskopische Aufnahme der biolumineszenten Alge Noctiluca scintillans, die während der Algenblüte in Südaustralien beobachtet wurde und sich von anderen Mikroorganismen wie Karenia mikimotoi ernähren kann.

Parallel ließ sich an den Küsten Südaustraliens ein ausgeprägtes biolumineszentes Meeresleuchten feststellen, verursacht durch die Mikroalge Noctiluca scintillans („Sea Sparkle“), die bei Dunkelheit ein blaues Glimmen erzeugt und sich von planktonischen Organismen ernährt. Noctiluca scintillans zeigte Anzeichen einer Nahrungsaufnahme von Karenia mikimotoi. Für den Menschen gelten die Toxine nach aktuellem Kenntnisstand als ungefährlich. Die gesundheitlichen Beschwerden lassen meist nach wenigen Stunden wieder nach. Badegäste klagten über Augenreizungen, Husten und verschwommenes Sehen. Kurz darauf wurden betroffene Strandabschnitte gesperrt. Entlang der Küste trat zudem verfärbter Schaum auf, vermutlich verursacht durch aufgebrochene Algen infolge des Wellengangs.

## Reaktionen und Maßnahmen
Nach Einschätzung der australischen Umweltministerin Susan Close stellt die anhaltende Algenblüte in Südaustralien eine langfristige Belastung für das Ökosystem dar. Die Algen könnten sich mit abkühlenden Temperaturen auf dem Meeresgrund absetzen und bei geeigneten Bedingungen erneut ausbreiten. Close betonte, dass es sich um eine Folge des Klimawandels handle und dass ein rasches Ende der Blüte nicht zu erwarten sei. Die Fisch- und Meeresfrüchteindustrie des Bundesstaates bereitete sich daher auf anhaltende wirtschaftliche und ökologische Auswirkungen vor.
Die Landesregierung bezeichnete die Algenblüte als hartnäckig, teilte jedoch in einem Update auf der Website des Ministeriums für Umwelt und Wasser mit, dass die landesweiten Beobachtungen zeigten, dass die Meeresoberflächentemperaturen Ende Juni in den flachen Küsten- und Golfgewässern weiter gesunken seien.